# Djurgårdens IF Fotboll 2018
Djurgårdens herrlag i fotboll tävlade under säsongen 2018 i Allsvenskan, Svenska cupen & kvalade till Uefa Europa League. Den 10 maj vann laget Svenska cupen efter finalseger på hemmaplan mot Malmö FF med 3-0. Segern betydde också att laget hoppade över första kvalomgången till Uefa Europa League och i den andra lottades man mot FK Mariupol från Ukraina, där det blev förlust efter 1-1 på hemmaplan och 1-2 på bortaplan.

## Spelartruppen

### A-laget
Truppen aktuell per den: 11 november 2018.
| Nr | Nat     | Spelare                  | Position    | Född              | I DIF sedan           | Kontrakt till | Kom från            | Moderklubb        | Seriematcher | Mål |
| -- | ------- | ------------------------ | ----------- | ----------------- | --------------------- | ------------- | ------------------- | ----------------- | ------------ | --- |
| 1  | Sverige | Andreas Isaksson         | Målvakt     | 3 oktober 1981    | 2016* (och 2001-2004) | 2018-12-31    | Kasımpaşa           | Östra Torp GIF    | 135          | 0   |
| 30 | Sverige | Tommi Vaiho              | Målvakt     | 13 september 1988 | 2017 (och 2005-2012)  | 2021-12-31    | Gais                | IF Brommapojkarna | 34           | 0   |
| 35 | Sverige | Oscar Jonsson            | Målvakt     | 24 januari 1997   | 2015                  | 2018-12-31    | Djurgården U21      | Svegs IK          | 1            | 0   |
| 2  | Sverige | Johan Andersson          | Back        | 15 juni 1995      | 2018                  | 2021-12-31    | IK Sirius           | Vaksala SK        | 1            | 0   |
| 3  | Sverige | Marcus Danielson         | Back        | 8 april 1989      | 2018                  | 2020-12-31    | GIF Sundsvall       | Skogstorp GOIF    | 25           | 2   |
| 4  | Sverige | Jacob Une Larsson        | Back        | 8 april 1994      | 2016                  | 2021-12-31    | IF Brommapojkarna   | IF Brommapojkarna | 66           | 3   |
| 5  | Norge   | Niklas Gunnarsson        | Back        | 27 april 1991     | 2016*                 | 2018-12-31    | Vålerenga           | Pors Grenland     | 54           | 2   |
| 13 | Sverige | Jonas Olsson (lagkapten) | Back        | 10 mars 1983      | 2017                  | 2018-12-31    | West Bromwich       | Landskrona BoIS   | 41           | 3   |
| 15 | Sverige | Jonathan Augustinsson    | Back        | 30 mars 1996      | 2016                  | 2021-12-31    | IF Brommapojkarna   | IF Brommapojkarna | 34           | 1   |
| 21 | Sverige | Erik Johansson           | Back        | 30 december 1988  | 2018*                 | 2022-12-31    | FC Köpenhamn        | Falkenbergs FF    | 11           | 0   |
| 6  | Sverige | Jesper Karlström         | Mittfältare | 21 juni 1995      | 2015                  | 2019-12-31    | IF Brommapojkarna   | IF Brommapojkarna | 91           | 5   |
| 7  | Sverige | Dzenis Kozica            | Mittfältare | 28 april 1993     | 2018                  | 2021-12-31    | Jönköpings Södra IF | IFK Värnamo       | 27           | 3   |
| 8  | Sverige | Kevin Walker             | Mittfältare | 3 augusti 1989    | 2015                  | 2020-12-31    | GIF Sundsvall       | Varbergs BoIS     | 96           | 11  |
| 9  | Sverige | Haris Radetinac          | Mittfältare | 28 oktober 1985   | 2013*                 | 2019-12-31    | Mjällby AIF         | Novi Pazar        | 87           | 9   |
| 10 | Sverige | Kerim Mrabti             | Mittfältare | 20 maj 1994       | 2015                  | 2018-12-31    | IK Sirius           | Enköpings SK      | 77           | 18  |
| 11 | Sverige | Jonathan Ring            | Mittfältare | 5 december 1991   | 2018                  | 2020-12-31    | Kalmar FF           | Adolfsbergs IK    | 29           | 4   |
| 14 | Sverige | Besard Sabovic           | Mittfältare | 5 januari 1998    | 2016                  | 2019-12-31    | Djurgården U21      | IF Brommapojkarna | 9            | 1   |
| 16 | Sverige | Joseph Ceesay            | Mittfältare | 3 juni 1998       | 2017                  | 2019-12-31    | Djurgården U21      | IK Frej           | 0            | 0   |
| 17 | Sverige | Hampus Finndell          | Mittfältare | 6 juni 2000       | 2018                  | 2021-12-31    | FC Gröningen        | IF Brommapojkarna | 0            | 0   |
| 18 | Zambia  | Edward Chilufya          | Mittfältare | 17 september 1999 | 2018                  | 2021-12-31    | Mpande Youth        | Mpande Youth      | 8            | 0   |
| 19 | Sverige | Nicklas Bärkroth         | Mittfältare | 19 januari 1992   | 2018*                 | 2021-12-31    | Lech Poznań         | Balltorps FF      | 14           | 0   |
| 23 | Norge   | Fredrik Ulvestad         | Mittfältare | 17 juni 1992      | 2018                  | 2020-12-31    | Burnley FC          | Aalesunds FK      | 23           | 1   |
| 12 | Sverige | Omar Eddahri             | Anfallare   | 30 augusti 1990   | 2018*                 | 2018-12-31    | Ittihad Tanger      | Rissne IF         | 11           | 0   |
| 20 | Senegal | Aliou Badji              | Anfallare   | 10 oktober 1997   | 2017                  | 2020-12-31    | Casa Sports         | Casa Sports       | 48           | 11  |

| Nr | Nat             | Utlånade/sålda spelare under 2018                      | Position    | Född              | I DIF sedan | Kontrakt till | Kom från          | Moderklubb           | Seriematcher | Mål |
| -- | --------------- | ------------------------------------------------------ | ----------- | ----------------- | ----------- | ------------- | ----------------- | -------------------- | ------------ | --- |
| 19 | Sverige         | Marcus Hansson (utlånad hela 2018)                     | Back        | 12 februari 1990  | 2016        | 2019-12-31    | Tromsø IL         | Åbyggeby FK          | 25           | 0   |
| 15 | Elfenbenskusten | Souleyman Kone (utlånad hela 2018)                     | Back        | 1 maj 1996        | 2017        | 2019-12-31    | Ararat Yerevan    | ASEC Mimosas         | 0            | 0   |
| 21 | Sydafrika       | Mihlali Mayambela (utlånad till juni 2019)             | Mittfältare | 25 augusti 1996   | 2016        | 2019-12-31    | Cape Town City FC | Old Mutual Academy   | 8            | 0   |
| 11 | Sverige         | Amadou Jawo (utlånad hela 2018)                        | Anfallare   | 26 september 1984 | 2013        | 2018-12-31    | IF Elfsborg       | IK Frej              | 80           | 18  |
| 16 | Sverige         | Joseph Ceesay (utlånad 14 augusti 2018)                | Back        | 3 juni 1998       | 2013        | 2020-12-31    | Djurgården U21    | Hässelby SK          | 0            | 0   |
| 35 | Sverige         | Oscar Jonsson (utlånad 14 augusti 2018)                | Målvakt     | 24 januari 1997   | 2014        | 2018-12-31    | Djurgården U21    | Svegs IK             | 1            | 0   |
| 29 | Nigeria         | Haruna Garba (såld 25 maj 2018)                        | Anfallare   | 17 januari 1994   | 2017        | 2020-12-31    | Dubai CSC         | Gombe United         | 5            | 0   |
| 21 | Norge           | Julian Kristoffersen (såld 11 juni 2018)               | Anfallare   | 10 maj 1997       | 2017        | 2020-12-31    | Ørn-Horten        | FC Köpenhamn         | 3            | 0   |
| 22 | Sverige         | Felix Beijmo (såld 13 juni 2018)                       | Back        | 31 januari 1998   | 2017        | 2020-12-31    | IF Brommapojkarna | IF Brommapojkarna    | 37           | 3   |
| 19 | Armenien        | Jura Movsisjan (lånet avslutades i förtid 4 juli 2018) | Anfallare   | 2 augusti 1987    | 2018        | 2018-09-30    | Real Salt Lake    | Pasadena Lancers     | 4            | 0   |
| 24 | Zimbabwe        | Tino Kadewere (såld 27 juli 2018)                      | Anfallare   | 5 januari 1996    | 2015        | 2019-12-31    | Harare City       | Prince Edward School | 48           | 13  |

Seriematcher & mål räknat efter 2018 års säsong.
- = kom mitt under säsong

## Allsvenskan
Allsvenskan inleddes för Djurgårdens del den 1 april och pågick tom den 11 november.
| Omgång | Datum               | Motståndare       | H / B | Resultat | Målskyttar                                  | Publik | Domare               | Arena            | Liga- position |
| ------ | ------------------- | ----------------- | ----- | -------- | ------------------------------------------- | ------ | -------------------- | ---------------- | -------------- |
| 1      | Söndag 1 april      | Östersunds FK     | B     | 1-0      | Danielson 13'                               | 7.114  | Stefan Johannesson   | Jämtkraft Arena  | 8              |
| 2      | Söndag 8 april      | Trelleborgs FF    | H     | 1-1      | Danielson 29'                               | 17.190 | Magnus Lindgren      | Tele2 Arena      | 5              |
| 3      | Söndag 15 april     | AIK FF            | B     | 0-2      |                                             | 30.552 | Jonas Eriksson       | Friends Arena    | 7              |
| 4      | Onsdag 18 april     | Malmö FF          | H     | 3-0      | Kadewere (2) 46', 77', Kozica 90+2'         | 13.010 | Mohammed Al-Hakim    | Tele2 Arena      | 4              |
| 5      | Måndag 23 april     | IF Elfsborg       | B     | 2-2      | Ring 21', Badji 45'                         | 6.540  | Glenn Nyberg         | Borås Arena      | 5              |
| 6      | Söndag 29 april     | Hammarby IF FF    | H     | 1–2      | Walker 77' (straff)                         | 24.396 | Martin Strömbergsson | Tele2 Arena      | 8              |
| 16     | Torsdag 3 maj*      | Malmö FF          | B     | 0–1      |                                             | 15.728 | Andreas Ekberg       | Stadion, Malmö   |                |
| 7      | Söndag 6 maj        | IF Brommapojkarna | B     | 0–1      |                                             | 4.378  | Glenn Nyberg         | Grimsta IP       | 10             |
| 8      | Söndag 13 maj       | Dalkurd FF        | H     | 1-0      | Kadewere 55'                                | 10.432 | Magnus Lindgren      | Tele2 Arena      | 9              |
| 9      | Torsdag 17 maj      | Örebro SK         | H     | 2-0      | Kadewere 67', Mrabti 90+1'                  | 10.104 | Kristoffer Karlsson  | Tele2 Arena      | 7              |
| 10     | Torsdag 24 maj      | IFK Göteborg      | B     | 3-1      | Mrabti 3', Beijmo 22', Ring 54'             | 12.268 | Mohammed Al-Hakim    | Gamla Ullevi     | 5              |
| 11     | Söndag 27 maj       | IK Sirius FK      | B     | 5-1      | Kadewere (4) 23', 86', 90', 90+3', Ring 77' | 6.192  | Jonas Eriksson       | Studenternas IP  | 4              |
| 12     | Söndag 8 juli       | IFK Norrköping FK | H     | 1-1      | Radetinac 14'                               | 12.212 | Andreas Ekberg       | Tele2 Arena      | 4              |
| 13     | Söndag 15 juli      | Kalmar FF         | B     | 1-0      | Augustinsson 4'                             | 8.048  | Kaspar Sjöberg       | Guldfågeln Arena | 4              |
| 14     | Söndag 22 juli      | BK Häcken         | H     | 2-1      | Une Larsson 41', Badji 90+3'                | 8.705  | Glenn Nyberg         | Tele2 Arena      | 4              |
| 15     | Söndag 29 juli      | GIF Sundsvall     | H     | 1-1      | Badji 76'                                   | 9.898  | Mohammed Al-Hakim    | Tele2 Arena      | 4              |
| 17     | Söndag 12 augusti   | BK Häcken         | B     | 0-5      |                                             | 3.384  | Andreas Ekberg       | Bravida Arena    | 5              |
| 18     | Söndag 19 augusti   | Kalmar FF         | H     | 0-2      |                                             | 9.602  | Magnus Lindgren      | Tele2 Arena      | 7              |
| 19     | Söndag 26 augusti   | IF Elfsborg       | H     | 2-2      | Ulvestad 69', Kozica 81'                    | 7.608  | Stefan Johannesson   | Tele2 Arena      | 8              |
| 20     | Söndag 2 september  | Hammarby IF FF    | B     | 3-1      | Mrabti 20', Radetinac 59', Badji 89'        | 26.937 | Mohammed Al-Hakim    | Tele2 Arena      | 7              |
| 21     | Söndag 16 september | IF Brommapojkarna | H     | 0-1      |                                             | 9.604  | Kaspar Sjöberg       | Tele2 Arena      | 8              |
| 22     | Lördag 22 september | Trelleborgs FF    | B     | 3-0      | Mrabti (2) 42', 43', Kozica 90+5'           | 1.592  | Bojan Pandzic        | Vångavallen      | 7              |
| 23     | Onsdag 26 september | GIF Sundsvall     | B     | 1-1      | Mrabti 23'                                  | 4.595  | Granit Maqedonci     | NP3 Arena        | 8              |
| 24     | Söndag 30 september | Östersund         | H     | 0-2      |                                             | 10.274 | Magnus Lindgren      | Tele2 Arena      | 8              |
| 25     | Söndag 7 oktober    | IFK Norrköping FK | B     | 1-1      | Badji 69'                                   | 9.433  | Kaspar Sjöberg       | Östgötaporten    | 8              |
| 26     | Söndag 21 oktober   | AIK FF            | H     | 0-0      |                                             | 21.711 | Stefan Johannesson   | Tele2 Arena      | 8              |
| 27     | Söndag 28 oktober   | Örebro SK         | B     | 1-1      | Självmål 44'                                | 5.795  | Johan Hamlin         | Behrn Arena      | 8              |
| 28     | Onsdag 31 oktober   | IFK Göteborg      | H     | 2-0      | Badji (2) 9', 45'                           | 8.751  | Kristoffer Karlsson  | Tele2 Arena      | 8              |
| 29     | Söndag 4 november   | Dalkurd FF        | B     | 2-1      | Badji 28', Ring 90'                         | 0.768  | Magnus Lindgren      | Gavlevallen      | 7              |
| 30     | Söndag 11 november  | IK Sirius FK      | H     | 1-0      | Walker 13'                                  | 11.105 | Adam Ladebäck        | Tele2 Arena      | 7              |

- * = Malmö FF - Djurgården i omgång 16 tidigarelades från början av augusti till 3 maj på grund av båda lagens Europaspel.

## Europaspel
Uefa Europa League 2018/2019 inleddes med förkval i slutet av juni. Djurgården var kvalificerade för första kvalomgången tack vare tredjeplatsen i Allsvenskan 2017 men efter segern i Svenska cupen 2017/2018 går de in i andra kvalomgången istället. 
| Omgång                 | Datum                  | Motståndare | H / B | Resultat | Målskyttar  | Publik | Domare           | Arena                |
| ---------------------- | ---------------------- | ----------- | ----- | -------- | ----------- | ------ | ---------------- | -------------------- |
| Kvalomgång 2 match 1/2 | Torsdag 26 juli 2018   | FK Mariupol | H     | 1-1      | Badji 90+4' | 11.200 | Miroslav Zelinka | Tele2 Arena          |
| Kvalomgång 2 match 2/2 | Torsdag 2 augusti 2018 | FK Mariupol | B     | 1-2      | Badji 77'   | 5.077  | Rob Harvey       | Stadion Chornomorets |

## Svenska cupen
Svenska cupen 2018/2019 inleddes 5 maj 2018, Djurgården gick in i omgång 2 den 22 augusti 2018.
| Omgång | Datum                  | Motståndare | H / B | Resultat | Målskyttar                                                  | Publik | Domare       | Arena         |
| ------ | ---------------------- | ----------- | ----- | -------- | ----------------------------------------------------------- | ------ | ------------ | ------------- |
| 2      | Onsdag 22 augusti 2018 | IF Sylvia   | B     | 4-0      | Karlström 21', Danielson 30', Chilufya 61', Une Larsson 63' | 1.082  | Nermin Cisic | Östgötaporten |

Svenska cupen 2017/2018 inleddes 6 juni 2017, Djurgården gick in i omgång 2 den 23 augusti 2017. Djurgården vann sin femte cuptitel genom tiderna efter att ha vunnit med 3-0 mot Malmö FF i finalen. 

### Gruppspel
| Pl | Lag                 | M | V | O | F | GM | IM | MS | P | Kvalificering               |
| -- | ------------------- | - | - | - | - | -- | -- | -- | - | --------------------------- |
| 1  | Djurgårdens IF      | 3 | 3 | 0 | 0 | 8  | 0  | +8 | 9 | Går vidare till kvartsfinal |
| 2  | Degerfors IF        | 3 | 1 | 1 | 1 | 4  | 8  | -4 | 4 |                             |
| 3  | IK Frej             | 3 | 1 | 0 | 2 | 3  | 5  | -2 | 3 |                             |
| 4  | Jönköpings Södra IF | 3 | 0 | 1 | 2 | 2  | 4  | -2 | 1 |                             |

| Omgång      | Datum                   | Motståndare         | H / B | Resultat | Målskyttar                                                                  | Publik | Domare             | Arena           |
| ----------- | ----------------------- | ------------------- | ----- | -------- | --------------------------------------------------------------------------- | ------ | ------------------ | --------------- |
| 2           | 23 augusti 2017         | Gamla Upsala SK     | B     | 4-1      | Självmål 18', Badji (2) 75', 89', Kristoffersen 83'                         | 1.286  | Victor Wolf        | Studenternas IP |
| Gruppspel   | Måndag 19 februari 2018 | Degerfors IF        | H     | 6-0      | Radetinac (2) 16', 90', Kadewere (2) 51', 54', Mrabti 33', Augustinsson 48' | 5.568  | Antti Kanerva      | Tele2 Arena     |
| Gruppspel   | Lördag 24 februari 2018 | IK Frej             | B     | 1-0      | Gunnarsson 76'                                                              | 2.512  | Patrik Eriksson    | Vikingavallen   |
| Gruppspel   | Lördag 3 mars 2018      | Jönköpings Södra IF | H     | 1-0      | Walker 83'                                                                  | 6.214  | Stefan Johannesson | Tele2 Arena     |
| Kvartsfinal | Måndag 12 mars 2018     | BK Häcken           | H     | 1-0      | Kadewere 77'                                                                | 6.697  | Mohammed Al-Hakim  | Tele2 Arena     |
| Semifinal   | Söndag 18 mars 2018     | AIK FF              | B     | 2-0      | Kadewere 46', Mrabti 67'                                                    | 21.200 | Andreas Ekberg     | Friends Arena   |
| Final       | Torsdag 10 maj 2018     | Malmö FF            | H     | 3-0      | Une Larsson 17', Mrabti 47', Ring 81'                                       | 25.123 | Bojan Pandzic      | Tele2 Arena     |

## Träningsmatcher
| Datum              | Motståndare       | H / B | Resultat | Målskyttar                             | Publik | Domare             | Arena               |
| ------------------ | ----------------- | ----- | -------- | -------------------------------------- | ------ | ------------------ | ------------------- |
| Onsdag 24 januari  | Ajax Cape Town FC | B     | 0-0      |                                        |        |                    | Green Point Stadium |
| Fredag 2 februari  | Syrianska FC      | H     | 3-1      | Kadewere 34', Kielin 51', Granberg 90' |        |                    | Bosön               |
| Lördag 3 februari  | HJK Helsingfors   | H     | 2-1      | Kozica 61', El Kabir 67'               |        | Ozan Camlibel      | Vikingavallen       |
| Fredag 9 februari  | Assyriska FF      | H     | 1-1      | Gunnarsson 69'                         |        | Mohammed Al-Hakim  | Tele2 Arena         |
| Lördag 10 februari | FK Bodø/Glimt     | H     | 3-1      | Walker 55', Badji 87', Självmål 90'    |        | Stefan Johannesson | Tele2 Arena         |
| Lördag 24 mars     | IF Brommapojkarna | B     | 1-0      | Une Larsson 66'                        |        | Mohammed Al-Hakim  | Grimsta IP          |
| Lördag 16 juni     | IFK Göteborg      | B     | 2-1      | Chilufya 21', Radetinac 39'            | 0.647  | Glenn Nyberg       | Kvarnsvedens IP     |
| Onsdag 20 juni     | Sandvikens IF     | B     | 2-1      | Chilufya 30', Sabovic 90+2'            | 1.065  | Patrik Eriksson    | Jernvallen          |
| Lördag 30 juni     | AGF Århus         | H     | 2-2      | Kozica 59', Badji 86'                  | 3.262  | Jonas Karlsson     | Stockholms Stadion  |

## Statistik

### Allsvenskan

#### Mål
1. Tino Kadewere, 8
2. Kerim Mrabti, 8
3. Aliou Badji, 6
4. Jonathan Ring, 4
5. Dzenis Kozica, 3
6. Marcus Danielson, 2
7. Haris Radetinac, 2
8. Kevin Walker, 2
9. Felix Beijmo, 1
10. Jonathan Augustinsson, 1
11. Jacob Une Larsson, 1
12. Fredrik Ulvestad, 1
13. Självmål, 1

#### Assist
1. Haris Radetinac, 7
2. Niklas Gunnarsson, 4
3. Jonathan Ring, 3
4. Aliou Badji, 3
5. Erik Johansson, 3
6. Dzenis Kozica, 2
7. Jesper Karlström, 2
8. Nicklas Bärkroth, 2
9. Tino Kadewere, 2
10. Felix Beijmo, 2
11. Kevin Walker, 1
12. Jonathan Augustinsson, 1
13. Kerim Mrabti, 1
14. Omar Eddahri, 1

### Svenska cupen 2018/2019

#### Mål
1. Jesper Karlström, 1
2. Marcus Danielson, 1
3. Edward Chilufya, 1
4. Jacob Une Larsson, 1

### Europa League 2018/2019

#### Mål
1. Aliou Badji, 2

### Svenska cupen 2017/2018 (gruppspel + slutspel)

#### Mål
1. Tino Kadewere, 4
2. Kreim Mrabti, 3
3. Haris Radetinac, 2
4. Aliou Badji, 2
5. Julian Kristoffersen, 1
6. Kevin Walker, 1
7. Jonathan Augustinsson, 1
8. Niklas Gunnarsson, 1
9. Jacob Une Larsson, 1
10. Jonathan Ring, 1
11. Självmål, 1

### Träningsmatcher

#### Mål
1. Edward Chilufya, 2
2. Dzenis Kozica, 2
3. Tino Kadewere, 1
4. Kevin Kielin, 1
5. Oliver Granberg, 1
6. Othman El Kabir, 1
7. Niklas Gunnarsson, 1
8. Kevin Walker, 1
9. Aliou Badji, 1
10. Jacob Une Larsson, 1
11. Haris Radetinac, 1
12. Besard Sabovic, 1
13. Aliou Badji, 1
14. Självmål, 1

## Övergångar

### Utlånade spelare
- Joseph Ceesay (IK Frej), tillbaka i laget 15 juli.
- Souleymane Kone (FC Dac 1904, Slovakien)
- Marcus Hansson (IK Frej)
- Mihlali Mayambela (Sporting Club Farense, Portugal)
- Amadjou Jawo (IK Frej)
- Joseph Ceesay (IK Brage), med möjlighet till spel i båda lagen under hösten
- Oscar Jonsson (IK Frej), med möjlighet till spel i båda lagen under hösten

### Förlängda kontrakt
- 17 mars 2018 Jonathan Augustinsson, 2 år (2016-2021) [4]
- 17 mars 2018 Jesper Karlström, 2 år (2015-2021) [4]
- 4 april 2018 Jacob Une Larsson, 3 år (2015-2021) [5]
- 26 oktober 2018 Tommi Vaiho, 3 år (2017-2021) [6]

### Spelare in
Efter Allsvenskan 2017 och under säsongen 2018
| Datum            | Nr | Namn             | Från             | Kommentar                                       | Länk                             |
| ---------------- | -- | ---------------- | ---------------- | ----------------------------------------------- | -------------------------------- |
| 12 december 2017 | 2  | Johan Andersson  | IK Sirius        | 4-årskontrakt (2018-2021)                       | dif.se & siriusfotboll.se        |
| 18 december 2017 | 11 | Jonathan Ring    | Kalmar FF        | 3-årskontrakt (2018-2020)                       | dif.se & kalmarff.se             |
| 19 december 2017 | 7  | Dzenis Kozica    | Jönköpings Södra | 4-årskontrakt (2018-2021)                       | dif.se & jonkopingssodra.se      |
| 20 december 2017 | 17 | Hampus Finndell  | FC Groningen     | 4-årskontrakt (2018-2021)                       | dif.se & fcgroningen.nl          |
| 2 februari 2018  | 23 | Fredrik Ulvestad | Burnley FC       | 3-årskontrakt (2018-2020)                       | dif.se & burnleyfootballclub.com |
| 12 februari 2018 | 3  | Marcus Danielson | GIF Sundsvall    | 3-årskontrakt (2018-2020)                       | dif.se & gifsundsvall.se         |
| 15 februari 2018 | 18 | Edward Chilufya  | Mpande Youth     | 4-årskontrakt (2018-2021)                       | dif.se                           |
| 25 mars 2018     | 19 | Jura Movsisjan   | Real Salt Lake   | 6-månaderslån (avslutat i förtid 4 juli 2018)   | dif.se                           |
| 26 juni 2018     | 21 | Erik Johansson   | FC Köpenhamn     | 4,5-årskontrakt (2018-2022)                     | dif.se & fck.dk                  |
| 15 juli 2018     | 16 | Joseph Ceesay    | IK Frej          | Tillbaka från lån, gällande kontrakt till 2020. | dif.se                           |
| 18 juli 2018     | 19 | Nicklas Bärkroth | Lech Poznań      | 3,5-årskontrakt (2018-2021)                     | dif.se & lechpoznan.pl           |
| 9 augusti 2018   | 12 | Omar Eddahri     | Ittihad Tanger   | Kontrakt året ut (2018)                         | dif.se                           |

### Spelare ut
Efter Allsvenskan 2017 och under säsongen 2018
| Datum            | Nr | Namn                 | Till                  | Kommentar                                                                                                 | Länk                                    |
| ---------------- | -- | -------------------- | --------------------- | --- | --------------------------------------- |
| 9 november 2017  | 29 | Haruna Garba         | Gzira United FC       | Lån tom 15 juli 2018 med köpoption.                                                                       | dif.se                                  |
| 8 december 2017  | 3  | Elliot Käck          | IK Start              | Bosman.3-årskontrakt med nya klubben (2018-2020)                                                          | dif.se& ikstart.no                      |
| 14 december 2017 | 23 | Joseph Ceesay        | IK Frej               | Förlängning av lån tom 31 december 2018, DIF har möjlighet att hämta hem honom mellan 15 juli-11 augusti. | dif.se                                  |
| 15 december 2017 | 16 | Kim Källström        |                       | Slutar spela fotboll.                                                                                     | dif.se                                  |
| 20 december 2017 | 7  | Magnus Eriksson      | San José Earthquakes  | Försäljning.                                                                                              | dif.se & sjearthquakes.com              |
| 10 januari 2018  | 15 | Souleymane Kone      | FC DAC 1904           | Lån tom 31 december 2018 med köpoption.                                                                   | dif.se & fcdac.sk                       |
| 8 februari 2018  | 19 | Marcus Hansson       | IK Frej               | Lån tom 31 december 2018.                                                                                 | dif.se & laget.se                       |
| 8 februari 2018  | 21 | Mihlali Mayambela    | IK Brage              | Lån tom 31 december 2018, avslutat i förtid 18 juli 2018.                                                 | dif.se & ikbrage.se                     |
| 19 februari 2018 | 58 | Othman El Kabir      | FC Ural               | Försäljning. 3,5-årskontrakt (tom 30 juni 2021)                                                           | dif.se & fc-ural.ru                     |
| 16 mars 2018     | 11 | Amadou Jawo          | IK Frej               | Lån för resten av kontrakttiden, tom 31 december 2018.                                                    | dif.se & laget.se                       |
| 25 maj 2018      | 29 | Haruna Garba         | Gzira United FC       | Försäljning.                                                                                              | dif.se                                  |
| 11 juni 2018     | 21 | Julian Kristoffersen | Hobro IK              | Försäljning, 3-årskontrakt (tom 30 juni 2021)                                                             | dif.se & hikfodbold.dk                  |
| 13 juni 2018     | 22 | Felix Beijmo         | SV Werder Bremen      | Försäljning, flerårskontrakt.                                                                             | dif.se & werder.de                      |
| 4 juli 2018      | 19 | Jura Movsisjan       | Real Salt Lake        | Lånet avslutas i förtid.                                                                                  | dif.se                                  |
| 19 juli 2018     | 21 | Mihlali Mayambela    | Sporting Club Farense | Ny utlåning, nu tom 30 juni 2019, klubben har även köpoption.                                             | ikbrage.se & sportingclubefarense.com   |
| 27 juli 2018     | 24 | Tino Kadewere        | Le Havre AC           | Försäljning, 4-årskontrakt (tom 30 juni 2022)                                                             | dif.se & hac-foot.com                   |
| 14 augusti 2018  | 16 | Joseph Ceesay        | IK Brage              | Lån säsongen ut med dubbel klubbtillhörighet.                                                             | dif.se & ikbrage.se                     |
| 14 augusti 2018  | 35 | Oscar Jonsson        | IK Frej               | Lån säsongen ut med dubbel klubbtillhörighet.                                                             | dif.se & laget.se/ikfrejtabyherrfotboll |

## Föreningen

### Tränarstab
- Manager/huvudtränare:  Özcan Melkemichel
- Assisterande tränare:  Ivan Ristic,  Hugo Berggren
- Målvaktstränare:  Nikos Gkoulios
- Sportchef:  Bosse Andersson
- Lagledare:  Daniel Granqvist
- Naprapat:  Christian Andersson,  Karl Barrling
- Fystränare:  Johan Forsbring
- Materialare:  Inge Lindström,  Mats Lundholm
- Läkare:  Håkan Nyberg

### Spelartröjor
- Tillverkare: Adidas
- Huvudsponsor: Prioritet Finans
- Hemmatröja: Blårandig
- Bortatröja: Vit
- Tredjetröja: Mörkblå
- Spelarnamn: Ja

### Årsmötet
- Datum: Torsdag 6 mars 2018 [7]
- Plats: GIH
- Deltagare: 205 medlemmar
- Årsmötesordförande: Johan Winnerblad

Styrelsen för Djurgårdens IF Fotbollsförening ("DIF FF") och Djurgården Elitfotboll AB ("DEF AB") valdes enligt följande:
- Ordförande (1 år): Lars-Erik Sjöberg
- Styrelseledamöter (nyval 2 år): Poya Motai
- Styrelseledamöter (omval 2 år): Claes-Göran Sylvén
- Styrelseledamöter (omval 1 år): Gustaf Törngren
- Föregående årsmöte (2 år): Patrik Nilsson, Linda Langermo, Johan Arneng och Alexander af Jochnick
- Ellinor Perssons mandat går ut och har avböjt omval.
- Hedersledamot: Per Kotschack
- Valberedning: Ellinor Persson (sammankallande), Jens Fylkner, Magnus Öhrman och Hans von Uthmann

Utmärkelser
- Årets herrspelare: Andreas Isaksson
- Årets damspelare: Mia Jalkerud
- Årets DIF-insats: Roberto Sala
- Årest stipendiat från Kurt Hammargrens minnesfond: Daniel Johnsson

### Övrig information
- Ordförande: Lars-Erik Sjöberg, sedan maj 2013 (varav tillförordnad till och med mars 2014)
- Sportchef: Bosse Andersson
- Huvudarena: Tele2 Arena
- Reservarena:
- Medlemmar: 13.224 (2017)
- Säsongskort: Över 8.000 sålda, per den 9 mars 2018 [8]